# فيكتور نونيز
فيكتور نونيز رودريغيز (بالإسبانية: Víctor Núñez Rodríguez)‏ (مواليد 15 أبريل 1980 في سانتو دومينغو) لاعب كرة قدم كوستاريكي دولي يجيد اللعب في خط الهجوم . يلعب حاليا لصالح نادي مونيسيبال ليبيريا الكوستاريكي منذ 2006 .

## روابط خارجية
- فيكتور نونيز على موقع الاتحاد الدولي (مؤرشف)  (الإنجليزية)
- فيكتور نونيز على موقع قاعدة بيانات كرة القدم.إي يو (الإنجليزية)
- فيكتور نونيز على موقع ناشيونال فوتبول تيمز (الإنجليزية)
- فيكتور نونيز على موقع Soccerway.com (الإنجليزية)
- فيكتور نونيز على موقع كووورة